# Ornament okuciowy

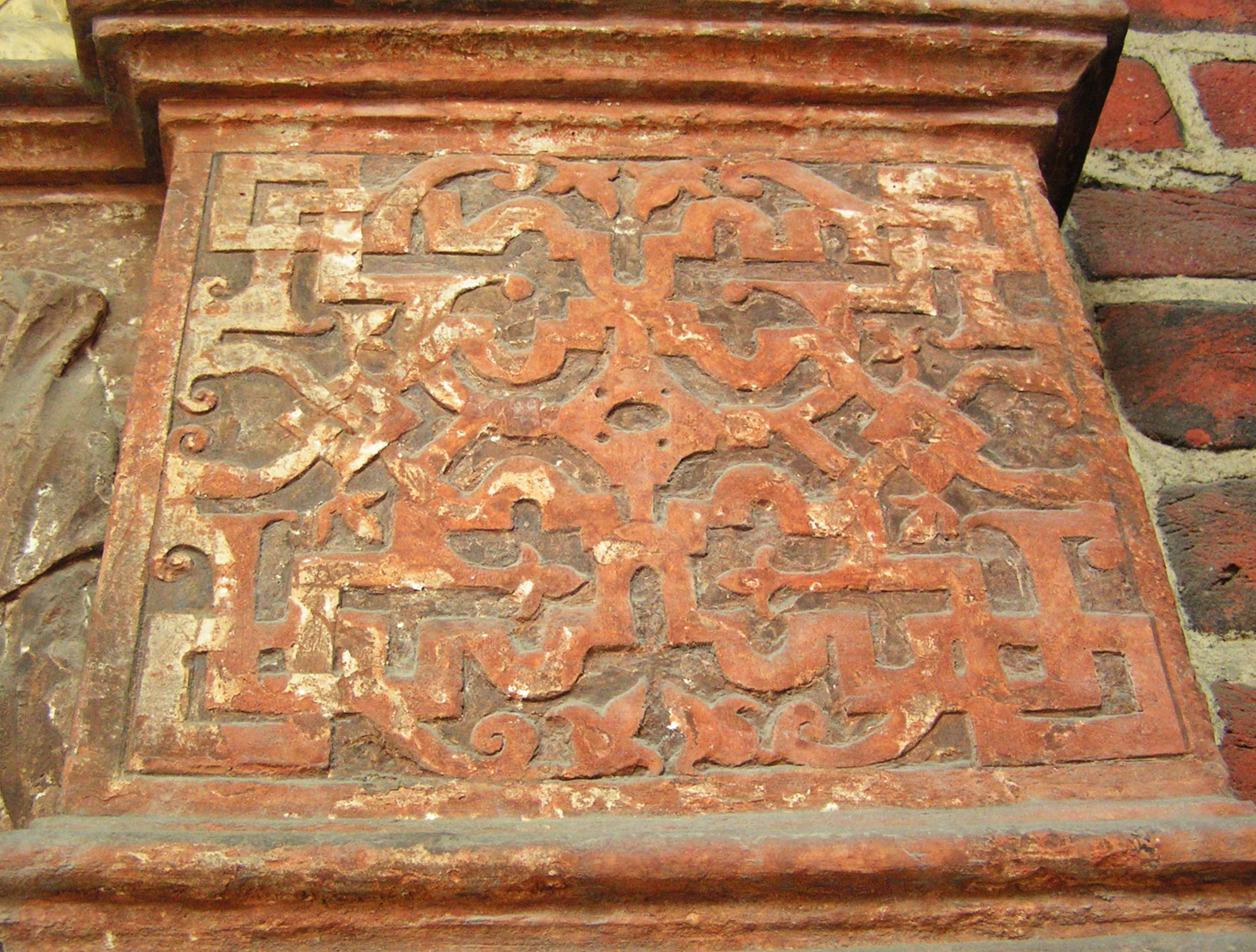
Ornament okuciowy – fragment epitafium małżeństwa Czarnych (po 1566), znajdującego się przy południowym wejściu do kościoła Mariackiego w Krakowie

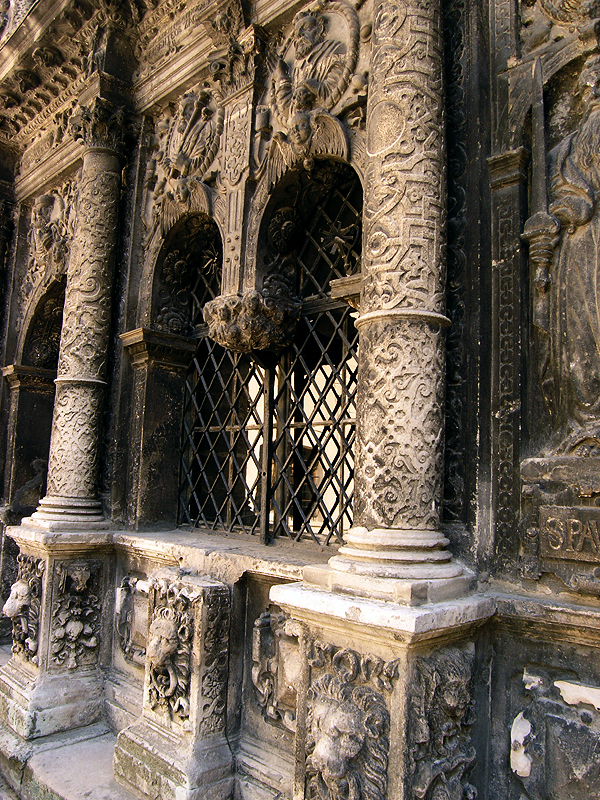
Kaplica Boimów, Lwów, 1607-17

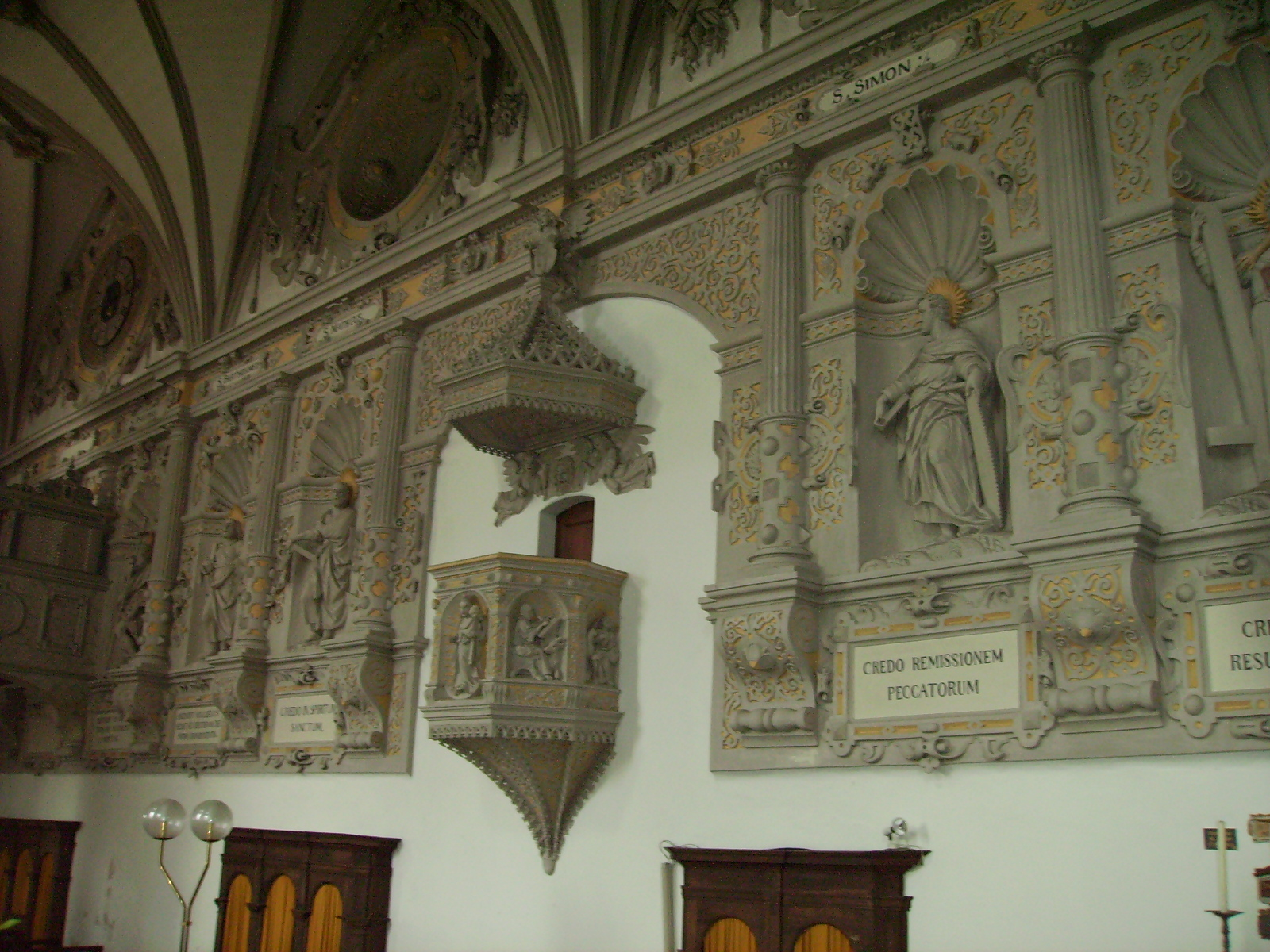
Kościół klasztorny St. Luzen w Hechingen, 1586 (ornament okuciowy z rollwerkiem)

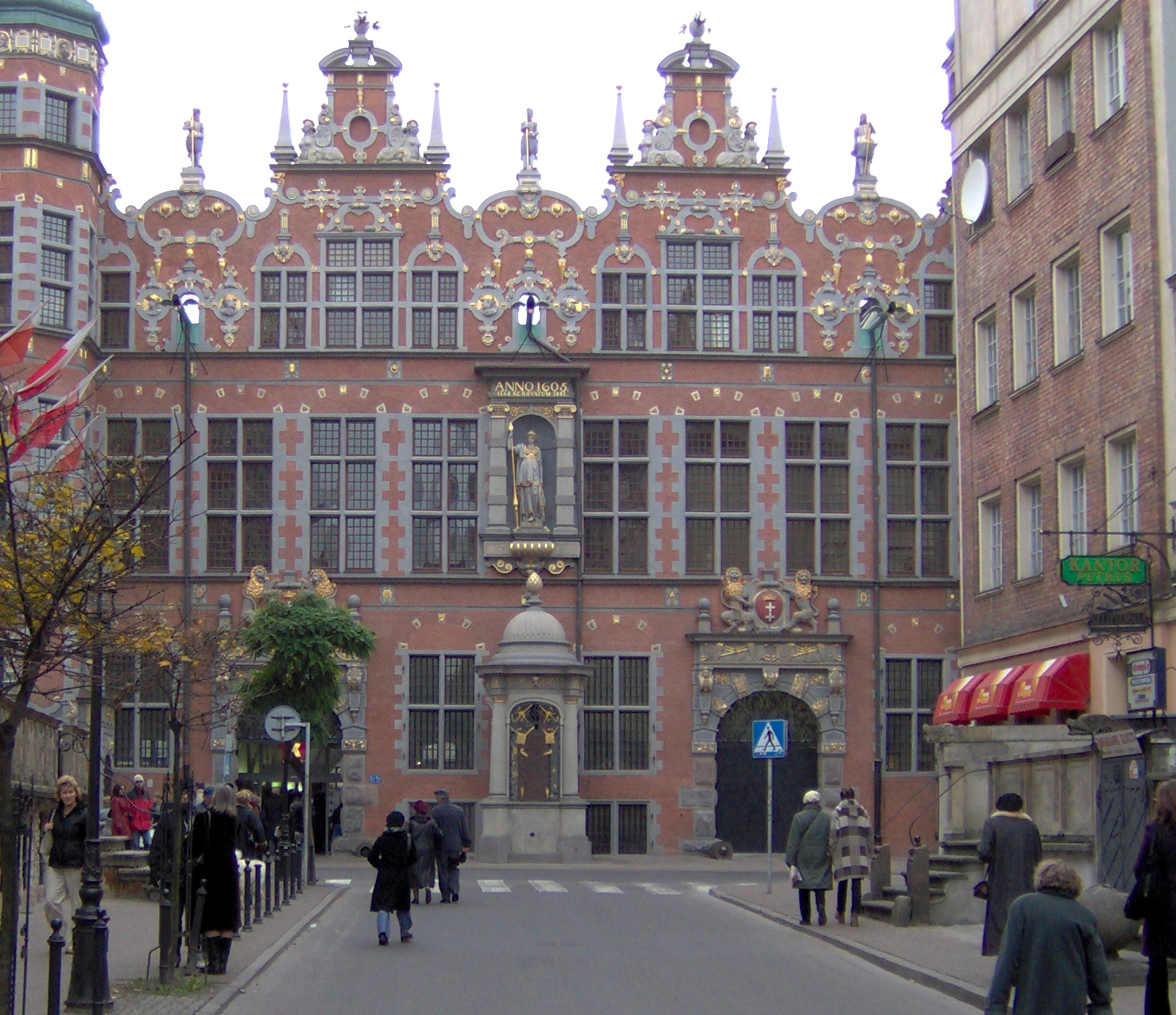
Wielka Zbrojownia w Gdańsku, 1602-1605

Ornament okuciowy – późnorenesansowy ornament składający się z motywów naśladujących płaskie żelazne okucia, wycięte w kształcie listew i ażurowych plakiet, wśród których występują m.in. kaboszony, małe rauty i motywy imitujące główki gwoździ, nitów, bulli itp., a jako motywy towarzyszące maszkarony, lwie głowy, motywy fantastyczne, groteskowe, roślinne itp.
Ornament okuciowy pojawił się we wzornikach Cornelisa Florisa, a rozpropagowany został przez Hansa Vredemana de Vriesa w latach 60. XVI wieku w Niderlandach, szybko rozpowszechnił się w Europie środkowej i północnej. Miał charakter płaszczyznowy, wykonywany był w kamieniu, stiuku, metalu i drewnie, stosowany w architekturze i rzeźbie (na szczytach, wykuszach, w portalach, obramieniach otworów, na balustradach i fryzach, w płycinach pilastrów i na trzonach kolumn w nagrobkach), w snycerstwie (ołtarze, stalle, konfesjonały, ambony, meble itp.), w złotnictwie, grafice, rzadziej jako ornament malarski, niekiedy naśladowany także w intarsji. Występuje często w powiązaniu z rollwerkiem oraz (na początku XVII w.) z ornamentem małżowinowo-chrząstkowym.

## Przykłady
Północna Europa i Niemcy:
- sklepienie kaplicy zamkowej w Augustusburgu, Gerhardt van der Meer, 1568–1573,
- kościół klasztorny St. Luzen w Hechingen, 1586 (ornament okuciowy z rollwerkiem),
- kaplica zamkowa Liebenstein w Neckarwestheim, 1590,
- Pellerhaus w Norymberdze, J. Wollf, 1592 (zniszczony w 1945),
- szczyt ratusza w Lejdzie, koniec XVI wieku,
- dekoracja spichlerza w Bremie, 1609–1614,
- szczyt kamienicy zw. Essighaus, Brema, 1618,
- zachodni szczyt Giełdy, Kopenhaga, Hendrik van Steenwijk, 1619–1625.

Polska:
- epitafium małżeństwa Czarnych, znajdujące się południowym wejściu do kościoła Mariackiego w Krakowie, po 1566[1],
- drzwi do Izby Pańskiej w ratuszu krakowskim (obecnie w Collegium Maius), 1593[1],
- krata prowadząca do kaplicy Gostomskich w kolegiacie Wniebowzięcia NMP w Środzie Wielkopolskiej, 1598–1602[2],
- szczyty Wielkiej Zbrojowni w Gdańsku, 1602–1605,
- szczyt kościoła Bernardynów we Lwowie, pocz. XVII wieku,
- Kaplica Boimów, Lwów, 1607–17[3],
- manierystyczny wirginał oktawowy Gabrieli d'Estrees z początku XVII wieku w zbiorach Muzeum Książąt Czartoryskich w Krakowie.